# Nervus laryngeus superior
 Denne artikel bør gennemlæses af en person med fagkendskab for at sikre den faglige korrekthed.

Nervus Laryngeus Superior udgår på begge sider af halsen fra Vagusnerven, den 10. kranienerve. 
Motorisk innerverer Nervus Laryngeus Superior hovedsageligt strubemusklen Chricothyreoideus, samt giver enkelte nervetråde til stemmelæbemusklerne. 
Sensorisk innerverer den slimhinden i larynx og pharynx. 
M. Chricothyreioideus sørger for længedespændingen af stemmelæberne, hvilket bevirker højdefunktionen i stemmen. En stærkt nedsat højdefunktion kan således være forårsaget af en nedsat funktion i Nervus Laryngesus Superior.